# Romeo Stodart
Romeo Stodart (narozen 1975, Trinidad a Tobago) je zpěvák, kytarista a vůdčí osobnost britské indie popové skupiny The Magic Numbers. Mimo Romea kapelu tvoří jeho sestra Michelle a další sourozenecký pár Sean a Angela Gannonovi.
The Magic Numbers vznikli v roce 2002 a natočili dosud tři desky.